# Triton Sund
Triton Sund, född 6 maj 2001 i Sigtuna i Stockholms län, död 8 november 2019 i Boden i Norrbottens län, var en svensk varmblodig travhäst. Han tränades först av Lutfi Kolgjini (2003–2005) och därefter av Stefan Hultman (2005–2010).
Triton Sund tävlade åren 2004–2010 och sprang in 15,3 miljoner kronor på 100 starter varav 34 segrar, 18 andraplatser och 12 tredjeplatser. Han tog karriärens största segrar i Habibs Minneslopp (2005), Breeders' Crown (2005), Sundsvall Open Trot (2008), Svenskt Mästerskap (2008, 2009), Olympiatravet (2009) och Copenhagen Cup (2010). Han kom även på andraplats i Svenskt Trav-Kriterium (2004), Prix de Belgique (2006), Jämtlands Stora Pris (2008) och Oslo Grand Prix (2009).
Han segrade även i Gulddivisionens final fem gånger (dec 2006, mars 2008, juni 2008, okt 2008 och dec 2008). Med tio V75-segrar under 2008 blev han årets segerrikaste häst inom V75.
Han deltog i Elitloppet på Solvalla två gånger (2009, 2010). I 2009 års upplaga placerade han sig på femteplats i finalen, efter att ha kommit tvåa i försöket. I 2010 års upplaga placerade han sig återigen på andraplats i försöket, därefter slutade han oplacerad i finalen.
Efter karriären har han varit avelshingst. Han fick sin första kull 2012, som innehöll bland andra Xceed G.T. som kom på tredjeplats i Svensk Uppfödningslöpning 2014.
Han dog den 8 november 2019 i Boden, där han de senaste åren varit hos Madelene Wikstén.